# İnkışla, Sarıkaya
İnkışla là một xã thuộc huyện Sarıkaya, tỉnh Yozgat, Thổ Nhĩ Kỳ. Dân số thời điểm năm 2010 là 192 người.